# Johnny Hazzard
Johnny Hazzard (* 21. září 1977 Cleveland, USA) je umělecké jméno amerického modela a herce účinkujícího v gay a bisexuálních pornografických filmech, a to nejčastěji pro studio Rascal Video, obvykle v režii Chi Chi LaRue. Od roku však 2011 „změnil stáj“ a začal pracovat pro studio Randy Blue.
J.C. Adams o něm píše jako o renesančním muži. Předváděl oděvní modely z dílny provokativního Boy George a vytvořil vlastní eko-oděvní značku Hazz-Been. Natočil tanečně-popový singl Deeper Into You, působil jako hudební recenzent kalifornského LGBT magazínu Frontiers. Získal také řadu drobných rolí mimo pornografickou tvorbu. Od roku 2008 účinkoval v druhé a třetí řadě původního televizního seriálu The Lair televizní společnosti Here!, která se zaměřuje na LGBT diváky. V obsazení seriálu je uváděn pod svým občanským jménem Frankie Valenti.

## Ocenění
Johnny Hazzard získal řadu ocenění v oblasti gay pornografické tvorby:
- 2004 Grabby Awards: Nejlepší skupinová scéna / Best Group Scene v Detention (Rascal Video / Channel 1 Releasing)[7]
- 2004 GayVN Awards: Nejlepší skupinová scéna / Best Group Scene v Detention[8]
- 2005 Grabby Awards: Nejlepší párová scéna / Best Duo Sex Scene se Zakem Spearsem v Bolt (Rascal Video / Channel 1 Releasing)[9]
- 2005 Grabby Awards: Nejlepší skupinová scéna / Best Group Scene v Bolt[10]
- 2005 GayVN Awards: Nejlepší skupinová scéna / Best Group Scene v Bolt[11]
- 2006 Grabby Awards: Účinkující roku / Performer of the year[12]
- 2006 Grabby Awards: Nejlepší „trojka“ / Best Three-way s Marcusem Ironem a Tommym Ritterem v Wrong Side of the Tracks, Part 1 (Rascal Video)[12]
- 2006 GayVN Awards: Nejlepší herec / Best Actor v Wrong Side of the Tracks, Part 1 & 2[13]
- 2006 GayVN Awards: Nejlepší sólový výkon / Best Solo Performance v Wrong Side of the Tracks, Part 1[13]
- 2006 GayVN Awards: Nejlepší párová scéna / Best Sex Scene s Tylerem Riggzem v Wrong Side of the Tracks, Part 1[13]
- 2008 GayVN Awards: Nejlepší skupinová scéna / Best Group Scene v Link 5: The Evolution (All Worlds Video)[14]
- 2008 Grabby Awards: Nejlepší skupinová scéna / Best Group Scene v Link 5: The Evolution[15][16]
- 2008 Grabby Awards: Nejlepší rimmingová scéna / Best Rimming Scene s Blakem Rileym v Restless Youths (Rascal Video)[15][16]

## Publikace
- SCHWABEL, Eric. Shooting Male. Berlin: Bruno Gmunder Verlag, 2009. 120 s. ISBN 978-3867870184. (anglicky)